# Nokia N900
Nokia N900 – urządzenie mobilne firmy Nokia działające pod kontrolą systemu operacyjnego GNU/Linux – Maemo 5. Jest on następcą tabletu internetowego N810, ale w przeciwieństwie do niego, N900 posiada funkcjonalność telefonu zgodnego z 3G/HSPA.

## Historia powstania i debiut rynkowy
Urządzenie oparte na platformie Maemo zostało zapowiedziane 17 października 2008 przez pracownika firmy Nokia Ari Jaaksi. Zapowiedziano wprowadzenie nowych funkcji, takich jak możliwość korzystania z sieci 3G/HSPA, użycie procesora TI OMAP3 i wsparcia dla kamery HD. Nie podano, czy urządzenie będzie kompatybilne z poprzednimi tabletami Nokii.
W grudniu 2008 roku opublikowano wczesną wersję alpha SDK systemu Maemo, obsługującego wyłącznie architekturę OMAP3.
Pierwsza fotografia i specyfikacja N900 (urządzenie posiadało nazwę kodową Rover) pojawiła się w maju 2009 roku.
W sierpniu 2009 roku pojawił się raport Federalnej Komisji Łączności, potwierdzający prace nad urządzeniem i ujawniający nową nazwę kodową (RX-51).
Nokia N900 została oficjalnie zapowiedziana 2 września 2009 roku w trakcie Nokia World 2009 w Niemczech. Nokia opisuje urządzenie jako czwarty krok z pięciu w ewolucji linii Maemo, która powstała 2 roku 2005 wraz z pojawieniem się Nokii 770.
Urządzenie pojawiło się w listopadzie 2009 roku (4 grudnia w Wielkiej Brytanii)
na wybranych rynkach w następujących cenach: €599 w Finlandii,
Niemczech,
Włoszech,
Holandii
i w Hiszpanii,
€649 we Francji,
2499 zł w Polsce,
5995 kr w Szwecji  i £499 w Wielkiej Brytanii.
Ceny zawierają podatek VAT, nie uwzględniają jednak ewentualnych obniżek przez operatorów sieci komórkowych. W Stanach Zjednoczonych cena w dniu premiery wynosiła 649 dolarów (bez podatków i obniżek).
Urządzenie będzie również dostępne w Kanadzie za pośrednictwem niezależnych sprzedawców za około 800 dolarów.
W dniu premiery urządzenie dostępne było wyłącznie w kolorze czarnym. Początkowo telefon był trudno dostępny, ponieważ zainteresowanie urządzeniem znacznie przewyższyło oczekiwania producenta.

## Sprzęt

### Procesor i pamięć

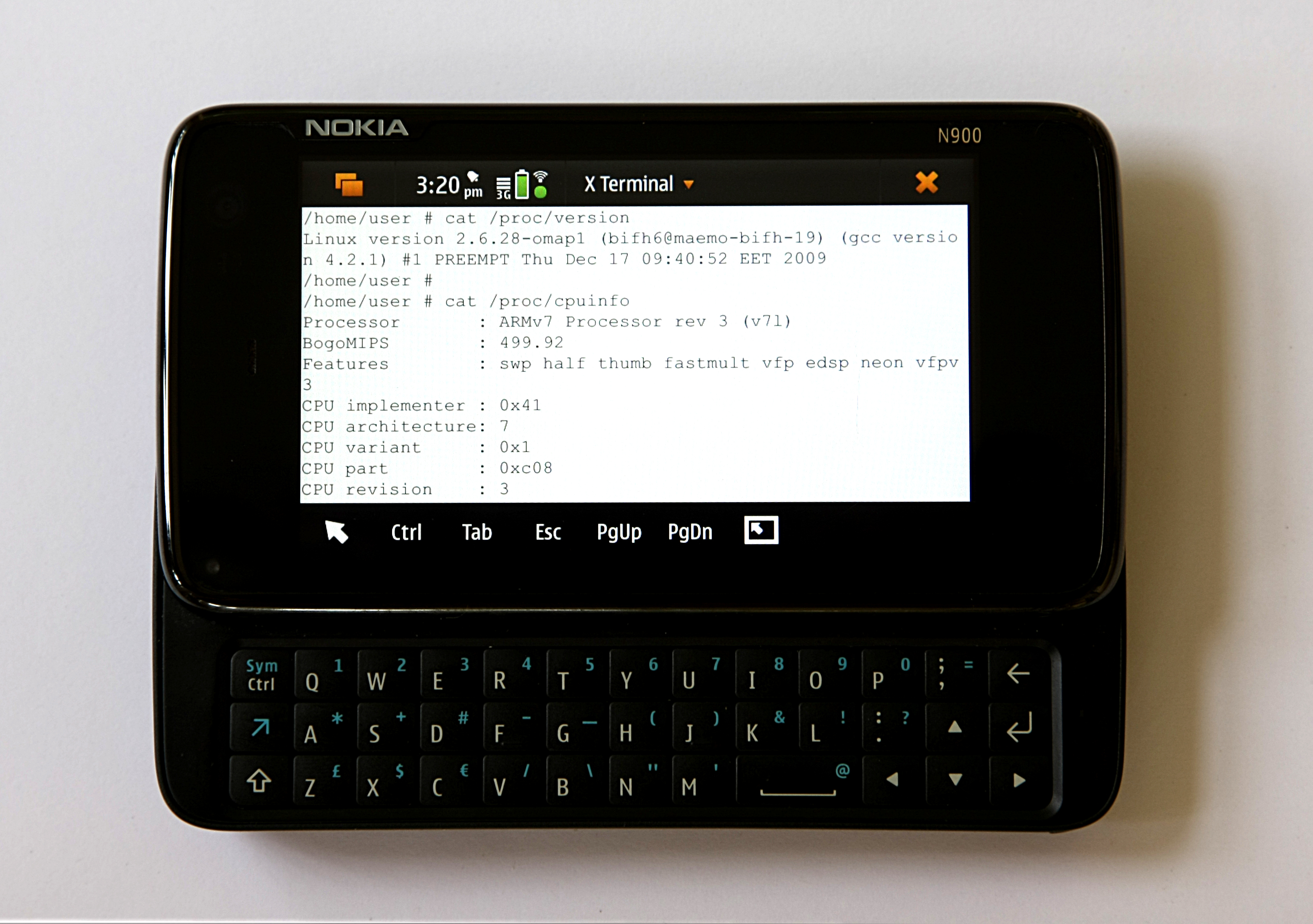

Nokia N900 napędzana jest wykonanym w technologii 65 nm procesorem OMAP 3430 ARM Cortex A8, będącym układem SOC produkcji Texas Instruments. OMAP 3430 składa się z trzech mikroprocesorów:
- CPU: Cortex A8 pracującego z częstotliwością 600 MHz, służącym do obsługi aplikacji i systemu operacyjnego, (po dograniu innego jądra systemu taktowanie ustawić można w zakresie 250-1150 MHz)
- GPU: PowerVR SGX 530, sprzętowo obsługującego OpenGL ES 2.0
- DSP: TMS320C64x pracującego z częstotliwością 430 MHz służącego przetwarzaniu obrazu z kamery, dźwięku z rozmów telefonicznych i transmisji danych. Głównym zadaniem tego procesora jest odciążenie CPU[22].

Urządzenie posiada 256 MB pamięci RAM (Mobile DDR) oraz dostęp do 768 MB pamięci wirtualnej, zarządzanej przez system operacyjny.

### Ekran i sterowanie urządzeniem
Nokia N900 posiada 3,5-calowy wyświetlacz dotykowy o rozdzielczości 800x480 pikseli (WVGA) i wyświetlający do 16 milionów kolorów.
Wyświetlacz pokryty jest specjalną warstwą, dzięki której możliwa jest praca przy dowolnym oświetleniu. Wyświetlacz obsługuje pewnego rodzaju sprzężenie zwrotne, przez co telefon reaguje drżeniem lub dźwiękiem na działanie użytkownika (funkcję tę można wyłączyć w razie potrzeby).
Do telefonu dołączony jest rysik (stylus), co umożliwia precyzyjne wybieranie niewielkich elementów interfejsu lub stron internetowych. Urządzenie posiada również czujnik zbliżenia wyłączający ekran, gdy telefon znajdzie się w pobliżu twarzy w czasie rozmowy.
W urządzeniu zainstalowano akcelerometr umożliwiający zmianę orientacji wyświetlania obrazu (tzw. pivot). Akcelerometr może być również wykorzystany w różnego typu aplikacjach i grach (np. Bounce Evolution
). W trybie gotowości lub wyboru aplikacji możliwe jest również uruchomienie funkcji dzwonienia poprzez obrócenie telefonu z poziomu do pionu.
W przeciwieństwie do Nokii N810, posiadającej czterorzędową klawiaturę, Nokia N900 posiada klawiaturę z trzema rzędami klawiszy, wysuwaną spod ekranu. Możliwe jest również wyświetlenie klawiatury ekranowej. Oprócz standardowego, angielskiego układu QWERTY, klawiatura fizyczna będzie dostępna w wariantach włoskim, francuskim, niemieckim, rosyjskim, czeskim
i skandynawskim (Finlandia, Szwecja)). Telefon posiada czujnik natężenia oświetlenia, który w razie potrzeby włącza podświetlenie klawiatury i zmienia jasność ekranu.
Urządzenie posiada odbiornik GPS oraz domyślnie zainstalowaną aplikację Ovi Maps (Dawniej Nokia Maps).
N900 ma wbudowany aparat fotograficzny z matrycą 5 Mpx, podwójną lampą błyskową LED i zoomem cyfrowym (3x), umożliwiający robienie zdjęć w formacie 4:3 lub 16:9. Aparat ma ogniskową 5.2 mm, aperturę f/2.8 i zdolność skupienia od 10 cm do nieskończoności. Aparat zdolny jest do nagrywania filmów w rozdzielczości 848x480 pikseli 25 klatek na sekundę. Gdy aparat nie jest używany, można go zasłonić.

### Klawisze
Klawisze rozmieszczone są następująco: przy górnej krawędzi, od lewej do prawej strony klawisze zmiany głośności lub powiększania/pomniejszania (w zależności od tego, która funkcja jest wybrana), przycisk zasilania i przycisk aparatu. Klawisz zasilania służy również do zmiany profilu, zablokowania telefonu (prostego lub z hasłem)
i zamknięcia bieżącego zadania.
Inne klawisze typowe dla telefonów, takie jak klawisza akceptowania lub odrzucenia rozmowy, jak również klawiatura numeryczna, wyświetlane są w razie potrzeby na ekranie dotykowym.

### Audio i interfejsy wyjściowe
N900 posiada mikrofon i głośniki stereo (po jednym na każdym boku urządzenia). Czterozłączowe gniazdo jack może służyć jako wyjście audio (np na słuchawki) i jednocześnie jako wejście audio (zewnętrzny mikrofon) lub wyjście wideo.
Wyjście wideo umożliwia przesłanie obrazu w systemie PAL lub NTSC przy użyciu kabla zamieszczanego zazwyczaj w pudełku.
Urządzenie posiada gniazdo MikroUSB 2.0, umożliwiające synchronizację i przechowywanie danych, a także ładowanie urządzenia. Po dograniu odpowiedniego oprogramowania, obsługuje również tryb USB On-The-Go, pełniący rolę hosta, możemy więc podłączyć, mysz czy klawiaturę, ale również pendrive'a czy dysk przenośny.
Wbudowany Bluetooth w wersji 2.1 umożliwia korzystanie ze słuchawek bezprzewodowych i zestawów samochodowych działających w profilu HSP. N900 umożliwia też dwukierunkową transmisję danych w profilu OPP. Dzięki obsłudze profilu AVRCP możliwe jest zdalne sterowanie urządzeniem.
Układ Bluetooth funkcjonuje również jako odbiornik FM, dzięki czemu możliwe jest słuchanie radia. N900 ma również wbudowany transmiter FM działający w zakresie 88.1 – 107.9 MHz, umożliwiający przesyłanie dźwięku bezpośrednio do odbiorników radiowych. Nokia N900 obsługuje połączenia WiFi w standardzie b/g umożliwiającym szyfrowanie WEP, WPA i WPA2.
W urządzeniu zamontowano również port podczerwieni, lecz nie kompatybilny z IrDA, dzięki któremu z użyciem zewnętrznego oprogramowania możliwa jest przemiana urządzenia w pilot zdalnego sterowania.

### Bateria i karta SIM
Przewidywana żywotność baterii może się zmieniać wraz z kolejnymi poprawkami urządzenia i próbami optymalizacji systemów zarządzania energią w kolejnych aktualizacjach oprogramowania. W oświadczeniu prasowym
Nokia oznajmiła, że ich celem jest "dzień ciągłej pracy urządzenia"
lub "ciągle online przez 2 do 4 dni (połączenie TCP/IP)" i "aktywne korzystanie z sieci przez co najmniej jeden dzień". Z pierwszych opinii użytkowników wynika, że urządzenie może pracować od 12 godzin (Wi-fi, przeglądanie sieci, wideo i nawigacja GPS)
do około dwóch dni (jednak nie ciągłej pracy).
Czas działania na baterii wydaje się silnie zależeć od używanych widgetów, oprogramowania działającego w tle i zasięgu sieci komórkowej (w szczególności 3G), a także, w niektórych przypadkach, od błędów oprogramowania. Z testów Nokii wynika, że urządzenie wytrzymuje 9 godzin rozmów w sieci 2G (GSM) i około 5 godzin w sieci 3G.
Nokia N900 korzysta z mniej pojemnej (1320 mAh) baterii niż poprzednie urządzenia z tej serii (1500 mAh), jednak jest ona oparta na bardziej wydajnym procesorze. N810 wytrzymywała około 4 godzin ciągłej pracy.
Dzięki wydajniejszym systemom oszczędzania energii N900 wytrzymuje dłuższy czas użytkowania pomimo mniejszej baterii.
Kartę SIM umieszczono pod baterią – można się do niej dostać po ściągnięciu tylnej klapki obudowy. Pod klapką (jednak nie pod baterią) umieszczono również złącze microSD.

### Pamięć masowa
Nokia N900 posiada 32 GB pamięci eMMC i dodatkowe 256 MB pamięci NAND flash. Możliwe jest rozszerzenie pamięci masowej dzięki kartom microSD (o 16 GB). Karta pamięci może być sformatowana w kilku systemach plików, m.in.: ext2, ext3, FAT16 i FAT32.
Wbudowana pamięć eMMc podzielona jest na trzy partycje:
- 2 GB w systemie plików ext3 zamontowana jako /home
- 768 MB pamięci wirtualnej
- pozostała pamięć (ok. 27 GB) zamontowana jest jako //home/user/MyDocs

Pamięć NAND sformatowano w systemie UBIFS, a zawiera ona Program rozruchowy, jądro systemu i katalog główny ze 100 MB wolnej przestrzeni.

### Zawartość opakowania
W opakowaniu oprócz urządzenia znajduje się dokumentacja, bateria (BL-5J 1320 mAh), ładowarka (AC-10), słuchawki stereo (WH-205), kabel wyjścia wideo (CA-75U), przejściówka do ładowarki (CA-146C) i ściereczka do wyświetlacza.

## Oprogramowanie
Nokia N900 oparta jest na systemie Maemo w wersji piątej. Maemo oparte jest na Linuksie przystosowanym do pracy z urządzeniem mobilnym. Interfejs użytkownika można łatwo dostosować do potrzeb i wymagań użytkownika – można zmieniać położenie, dodawać i usuwać widgety, zmieniać tło i dodawać skróty do często używanych aplikacji. Wraz z systemem operacyjnym w urządzeniu zainstalowano różne aplikacje, m.in.:
- Oparta na silniku Mozilla przeglądarka internetowa, z Adobe Flash 9.4 i czytnikiem RSS.
- Aplikacja do wykonywania połączeń VoIP, obsługującą również Skype i Google Talk
- Aplikacja do obsługi multimediów
- Prostą aplikację PIM
- Aplikacja do nawigacji satelitarnej Ovi Maps
- Gry: Szachy, Mahjong, Bounce, Tetris i Marbles

Do chwili obecnej dla platformy Maemo 5 stworzono ponadto około 1500 aplikacji dodatkowych (w zdecydowanej większości bezpłatnych i dostępnych na zasadach "Open Source" - otwartego kodu źródłowego).
Telefon wykorzystuje system Upstart.